# Rheocricotopus tamabrevis
Rheocricotopus tamabrevis är en tvåvingeart som beskrevs av Sasa 1983. Rheocricotopus tamabrevis ingår i släktet Rheocricotopus och familjen fjädermyggor. Inga underarter finns listade i Catalogue of Life.